# ان‌جی‌سی ۱۴۸
ان‌جی‌سی ۱۴۸ (انگلیسی: NGC 148) نام یک کهکشان عدسی در صورت فلکی سنگتراش است.